# Battery Backup Unit

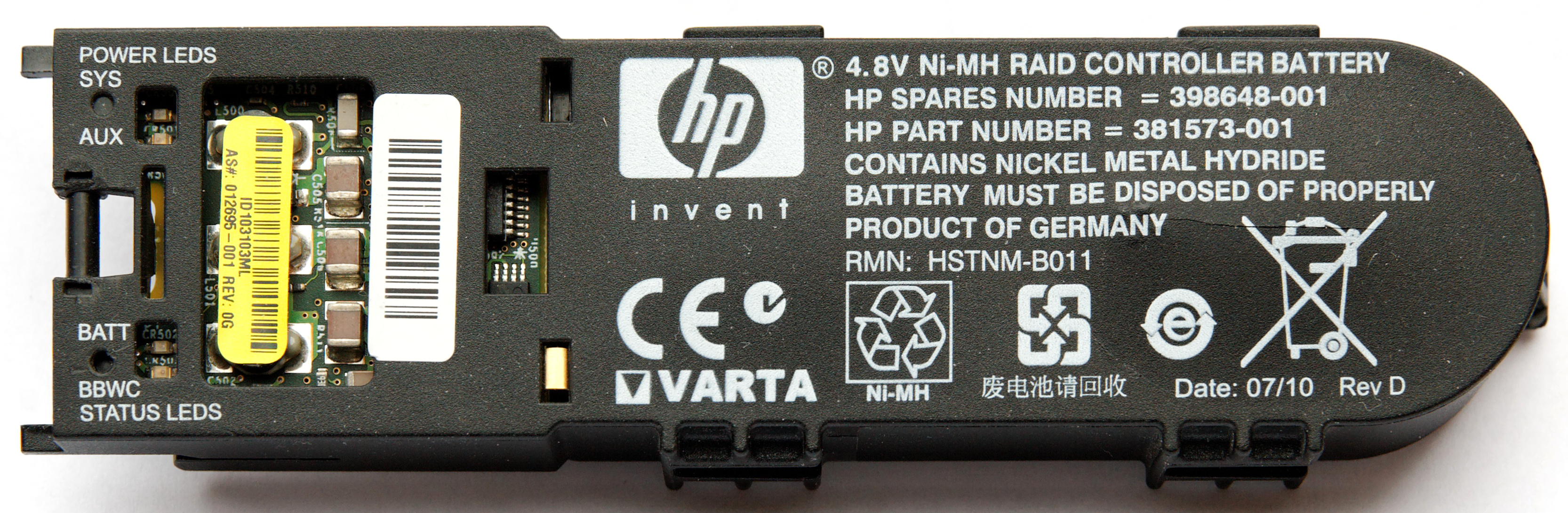
Das Batterie-Modul eines Hewlett-Packard-RAID-Controllers.

Eine Battery Backup Unit (BBU), bei manchen Herstellern auch als Battery Backup Module oder Battery Backup Write Cache Enabler (BBWC) bezeichnet, versorgt akkugestützt den Cache eines RAID-Controllers bei einem Stromausfall kurzzeitig mit Energie. Sie gewährleistet damit zusätzlich zu einer Unterbrechungsfreien Stromversorgung (USV) die höchste Daten- und Ausfallsicherheit.
Durch die fortgesetzte Stromversorgung bleibt der Inhalt des Caches abhängig vom Zustand des Akkus typischerweise bis zu 72 Stunden erhalten. Die maximale Dauer hängt dabei von der Kapazität des Akkus der BBU ab. Moderne BBUs verfügen über eine Zahl von Modi, mit denen sich je nach Umgebung die Lebensdauer der Batterie oder auch die Überbrückungszeit optimieren lässt.
Anders als eine USV wird eine BBU nicht zwischen das Netzteil des Servers und die Steckdose geschaltet, sondern ist direkt auf dem Controller verbaut und somit vom Netzteil unabhängig. Die Akkus in der BBU werden während des normalen Betriebes über den Netzstrom geladen. Im Gegensatz zur USV schützt eine BBU den Cache-Inhalt eines RAID-Controllers auch dann, wenn das Netzteil des Servers beschädigt ist. Es ist allerdings erforderlich, die normale Stromversorgung wieder rasch herzustellen, da nach einiger Zeit der Akku entleert ist und dann der Inhalt des Caches verloren ginge, insbesondere wenn der Schreibcache für Datenbankserver aktiviert wird.
Da die Kapazität des Akkus mit der Zeit abnimmt, muss er regelmäßig überprüft und gegebenenfalls ersetzt werden.
Alternativ werden auch Lösungen über NAND-Flash-Speicher und Kondensatoren angeboten. Eine solche Maintenance Free Backup Unit (MFBU) kopiert im Fehlerfall den Cache des Controllers in den nicht flüchtigen NAND-Flash. Die Kondensatoren liefern dabei die Energie, um den Kopierprozess auch ohne Stromversorgung zu beenden.